# جک ویلکینسون (بازیکن فوتبال، زاده ۱۹۰۲)
جک ویلکینسون (انگلیسی: Jack Wilkinson؛ زاده ۱۳ ژوئن ۱۹۰۲ – درگذشته آوریل ۱۹۷۹) بازیکن فوتبال در پست مهاجم اهل انگلستان بود.

## باشگاهی
از باشگاه‌هایی که در آن بازی کرده‌است می‌توان به باشگاه فوتبال لینکولن سیتی، باشگاه فوتبال شفیلد ونزدی، باشگاه فوتبال اسکانتورپ یونایتد، باشگاه فوتبال نیوکاسل یونایتد، باشگاه فوتبال ساندرلند و باشگاه فوتبال هال سیتی اشاره کرد.